# الميفعه العليا (ملحان)

تعديل مصدري - تعديل

الميفعه العليا هي إحدى قرى عزلة بني مكار بمديرية ملحان التابعة لمحافظة المحويت، بلغ تعداد سكانها 29 نسمة حسب تعداد اليمن لعام 2004.